# Lokikere
Lokikere är en ort i Indien.   Den ligger i distriktet Davanagere och delstaten Karnataka, i den södra delen av landet, 1 600 km söder om huvudstaden New Delhi. Lokikere ligger 589 meter över havet och antalet invånare är 5 805.
Terrängen runt Lokikere är platt, och sluttar västerut. Runt Lokikere är det tätbefolkat, med 442 invånare per kvadratkilometer. Närmaste större samhälle är Davangere, 18,0 km norr om Lokikere. Trakten runt Lokikere består till största delen av jordbruksmark.